# 1995年日本グランプリ (4輪)
1995年日本グランプリ (1995 Japanese Grand Prix) は、1995年F1世界選手権第16戦として、10月29日に鈴鹿サーキットで決勝レースが開催された。

## 概要
1月に発生した阪神・淡路大震災の影響で、4月に予定されていたパシフィックGPが前週の10月22日に日程変更されたため、この年の日本GPは同一国での2週連続F1開催という珍しいケースになった。パシフィックGPの終了後、F1サーカス一行は岡山県のTIサーキット英田から三重県の鈴鹿サーキットへ移動した。
パシフィックGPでミハエル・シューマッハの2年連続ドライバーズチャンピオンが決定しており、日本GPではベネトンとウィリアムズのコンストラクターズチャンピオン争いが注目された。ベネトンはウィリアムズを21ポイントリードしており、ここでシューマッハが優勝すればベネトンの初タイトルが決定する。

## 予選
シューマッハが第6戦カナダGP以来となるポールポジションを獲得し、ウィリアムズのデビッド・クルサードの5戦連続ポールポジションを阻んだ。虫垂炎の手術のため前戦を欠場したマクラーレンのミカ・ハッキネンが3番グリッドを獲得した。
予選2回目、リジェの鈴木亜久里がタイムアタック中にS字コーナー入口でスピンし、後ろ向きでバリアに激突。鈴木は背中を強打して病院へ搬送され、決勝は不出場となった。1988年にF1デビューし、1990年には3位表彰台を獲得した想い出の日本GPが、鈴木にとって最後のF1レースとなった。
マクラーレンのマーク・ブランデルは金曜・土曜ともクラッシュしてマシンを壊し、予選最後尾グリッドとなった。

### 結果
| 順位 | No | ドライバー                       | コンストラクター         | 1回目     | 2回目    | 差         |
| ---- | -- | -------------------------------- | ------------------------ | --------- | -------- | ---------- |
| 1    | 1  | ミハエル・シューマッハ           | ベネトン・ルノー         | 1'38.428  | 1'38.023 | -          |
| 2    | 27 | ジャン・アレジ                   | フェラーリ               | 1'39.127  | 1'38.888 | +0.865     |
| 3    | 8  | ミカ・ハッキネン                 | マクラーレン・メルセデス | 1'39.127  | 1'38.954 | +0.931     |
| 4    | 5  | デイモン・ヒル                   | ウィリアムズ・ルノー     | 1'39.032  | 1'39.158 | +1.009     |
| 5    | 28 | ゲルハルト・ベルガー             | フェラーリ               | 1'40.305  | 1'39.040 | +1.017     |
| 6    | 6  | デビッド・クルサード             | ウィリアムズ・ルノー     | 1'39.155  | 1'39.368 | +1.132     |
| 7    | 15 | エディ・アーバイン               | ジョーダン・プジョー     | 1'40.153  | 1'39.621 | +1.598     |
| 8    | 30 | ハインツ＝ハラルド・フレンツェン | ザウバー・フォード       | 1'40.010  | 1'40.380 | +1.987     |
| 9    | 2  | ジョニー・ハーバート             | ベネトン・ルノー         | 1'40.349  | 1'40.391 | +2.326     |
| 10   | 14 | ルーベンス・バリチェロ           | ジョーダン・プジョー     | 1'40.381  | 1'40.413 | +2.358     |
| 11   | 26 | オリビエ・パニス                 | リジェ・無限ホンダ       | 1'40.838  | 1'41.081 | +2.815     |
| 12   | 4  | ミカ・サロ                       | ティレル・ヤマハ         | 1'41.355  | 1'41.637 | +3.332     |
| 13   | 25 | 鈴木亜久里                       | リジェ・無限ホンダ       | 1'42.561  | 1'41.592 | +3.569     |
| 14   | 3  | 片山右京                         | ティレル・ヤマハ         | 1'41.977  | 1'42.273 | +3.954     |
| 15   | 9  | ジャンニ・モルビデリ             | フットワーク・ハート     | 1'42.623  | 1'42.059 | +4.036     |
| 16   | 29 | カール・ヴェンドリンガー         | ザウバー・フォード       | 1'43.634  | 1'42.912 | +4.889     |
| 17   | 23 | ペドロ・ラミー                   | ミナルディ・フォード     | 1'43.387  | 1'43.102 | +5.079     |
| 18   | 24 | ルカ・バドエル                   | ミナルディ・フォード     | 1'43.940  | 1'43.542 | +5.519     |
| 19   | 10 | 井上隆智穂                       | フットワーク・ハート     | 1'44.386  | 1'44.074 | +6.051     |
| 20   | 17 | アンドレア・モンテルミーニ       | パシフィック・フォード   | 1'46.869  | 1'46.097 | +8.074     |
| 21   | 21 | ペドロ・ディニス                 | フォルティ・フォード     | 1'46.654  | 1'47.166 | +8.631     |
| 22   | 22 | ロベルト・モレノ                 | フォルティ・フォード     | 1'50.097  | 1'48.267 | +10.244    |
| 23   | 16 | ベルトラン・ガショー             | パシフィック・フォード   | 1'48.824  | 1'48.289 | +10.266    |
| 24   | 7  | マーク・ブランデル               | マクラーレン・メルセデス | 16'42.640 | no time  | +15'04.617 |

## 決勝

### 展開

#### アレジの熱走
前年の日本GPと同じく、決勝はウェットコンディションでのスタートとなった。全車レインタイヤを装着してグリッドに並んだが、スタート時点では雨は上がり、天候も回復に向かっている。
スタートではポールシッターのミハエル・シューマッハ（ベネトン）以下、ジャン・アレジ（フェラーリ）、ミカ・ハッキネン（マクラーレン）、デイモン・ヒル（ウィリアムズ）が順当に1コーナーを通過した。先頭のシューマッハをアレジが追う展開となるが、3周目にアレジとゲルハルト・ベルガーにフライングスタートの判定が下された。フェラーリの2台は前後してピットインし、ピットロードで10秒ストップペナルティを消化した。
コースはレコードライン上が乾き始め、レインタイヤのラップタイムが落ち始める。ペナルティで後退したアレジは7周目にピットインし、いち早くドライタイヤに交換した。アレジは最終コーナーで大スピンを喫するが、すぐさまレインタイヤを上回るタイムを記録。そのタイムを見た他チームも続々とマシンを呼び入れ、タイヤ交換作業を行った。しかし、路面はまだ滑りやすく、13周目にティレルの片山右京がダンロップコーナーでクラッシュ。16周目のシケインではジョーダンのチームメイト同士が絡み、ルーベンス・バリチェロがスピンしてリタイアした。20周目のシケインではザウバーのハインツ＝ハラルド・フレンツェンがジョーダンのエディ・アーバインに追突し、ノーズを壊してピットインした。
アレジは早めの交換が成功して、ペナルティストップのロスを挽回。10周目のシケインでヒルをかわして2位に浮上すると、ファステストラップを連発しながら、トップのシューマッハとの差を1周1秒のペースで縮めていく。両者の差は2秒以内にまで縮まったが、シューマッハもタイヤが温まるとファステストラップを出して応戦する。25周目、ヘアピンを通過したフェラーリ・412T2が白煙を吹き始め、アレジの猛追は無念のリタイアに終わった。

#### ウィリアムズの失態
30周目を過ぎると2回目のタイヤ交換が行われ、上位はシューマッハ、ヒル、クルサード、ハッキネン、ジョニー・ハーバートの順となる。天候は晴れとなり、路面もドライコンディションに回復したが、コース上に撒かれたオイルや砂に乗ってコースアウトするマシンが続出する。
36周目、2位のヒルはスプーンカーブ入口でサンドトラップに飛び出し、フロントウィング交換のためピットインして5位に後退した。40周目、チームメイトのクルサードも同じ箇所でオーバーラン。コースに復帰後、裏ストレートから130Rにむけて減速した際、スプーンカーブで拾った砂利がサイドポッドから噴き出し、それに乗ってクラッシュした。41周目、ヒルにピットレーン制限速度違反のペナルティが下されるが、その周に再びスプーンカーブで砂に乗ってスピンし、リタイアした。ウィリアムズ勢の自滅により、この時点でベネトンのコンストラクターズタイトル初制覇が決定した。
シューマッハはピットイン以外はトップを譲ることなく、独走で日本GP初優勝を果たした。前週のパシフィックGPとあわせて、日本での2連戦を連勝で締めくくった。今季の勝利数は9勝となり、1992年にナイジェル・マンセルが残したシーズン最多勝記録に並んだ。
2位ハッキネン、3位ハーバートまでが表彰台を獲得。以下、アーバイン、オリビエ・パニス（リジェ）、ミカ・サロ（ティレル）までがポイントを獲得し、地元勢では井上隆智穂が12位で完走した。

### 結果
| 順位 | No | ドライバー                       | コンストラクター         | 周回 | タイム           | グリッド | ポイント |
| ---- | -- | -------------------------------- | ------------------------ | ---- | ---------------- | -------- | -------- |
| 1    | 1  | ミハエル・シューマッハ           | ベネトン・ルノー         | 53   | 1:36'52.930      | 1        | 10       |
| 2    | 8  | ミカ・ハッキネン                 | マクラーレン・メルセデス | 53   | +19.337          | 3        | 6        |
| 3    | 2  | ジョニー・ハーバート             | ベネトン・ルノー         | 53   | +1'23.804        | 9        | 4        |
| 4    | 15 | エディ・アーバイン               | ジョーダン・プジョー     | 53   | +1'42.136        | 7        | 3        |
| 5    | 26 | オリビエ・パニス                 | リジェ・無限ホンダ       | 52   | +1 lap           | 11       | 2        |
| 6    | 4  | ミカ・サロ                       | ティレル・ヤマハ         | 52   | +1 lap           | 12       | 1        |
| 7    | 7  | マーク・ブランデル               | マクラーレン・メルセデス | 52   | +1 lap           | 23       |          |
| 8    | 30 | ハインツ＝ハラルド・フレンツェン | ザウバー・フォード       | 52   | +1 lap           | 8        |          |
| 9    | 24 | ルカ・バドエル                   | ミナルディ・フォード     | 51   | +2 laps          | 17       |          |
| 10   | 29 | カール・ヴェンドリンガー         | ザウバー・フォード       | 51   | +2 laps          | 15       |          |
| 11   | 23 | ペドロ・ラミー                   | ミナルディ・フォード     | 51   | +2 laps          | 16       |          |
| 12   | 10 | 井上隆智穂                       | フットワーク・ハート     | 51   | +2 laps          | 18       |          |
| Ret  | 5  | デイモン・ヒル                   | ウィリアムズ・ルノー     | 40   | スピン           | 4        |          |
| Ret  | 6  | デビッド・クルサード             | ウィリアムズ・ルノー     | 39   | スピン           | 6        |          |
| Ret  | 21 | ペドロ・ディニス                 | フォルティ・フォード     | 32   | スピン           | 20       |          |
| Ret  | 27 | ジャン・アレジ                   | フェラーリ               | 24   | ギアボックス     | 2        |          |
| Ret  | 17 | アンドレア・モンテルミーニ       | パシフィック・フォード   | 23   | スピン           | 19       |          |
| Ret  | 28 | ゲルハルト・ベルガー             | フェラーリ               | 16   | 電気系           | 5        |          |
| Ret  | 14 | ルーベンス・バリチェロ           | ジョーダン・プジョー     | 15   | スピン           | 10       |          |
| Ret  | 3  | 片山右京                         | ティレル・ヤマハ         | 12   | スピン           | 13       |          |
| Ret  | 16 | ベルトラン・ガショー             | パシフィック・フォード   | 6    | ドライブシャフト | 22       |          |
| Ret  | 22 | ロベルト・モレノ                 | フォルティ・フォード     | 1    | ギアボックス     | 21       |          |
| Ret  | 9  | ジャンニ・モルビデリ             | フットワーク・ハート     | 0    | スピン           | 14       |          |
| DNS  | 25 | 鈴木亜久里                       | リジェ・無限ホンダ       | 0    | アクシデント     |          |          |

- No.25はドライバー負傷のため決勝不出走 (Do Not Start)。

## 第16戦終了時点でのランキング
| 順位 | ドライバー             | ポイント |
| ---- | ---------------------- | -------- |
| 1    | ミハエル・シューマッハ | 102      |
| 2    | デイモン・ヒル         | 59       |
| 3    | デビッド・クルサード   | 49       |
| 4    | ジョニー・ハーバート   | 45       |
| 5    | ジャン・アレジ         | 42       |

| 順位 | コンストラクター        | ポイント |
| ---- | ----------------------- | -------- |
| 1    | ベネトン-ルノー         | 137      |
| 2    | ウィリアムズ-ルノー     | 102      |
| 3    | フェラーリ              | 73       |
| 4    | マクラーレン-メルセデス | 27       |
| 5    | ジョーダン-プジョー     | 21       |

- 注：ドライバー、コンストラクター共にトップ5のみ表示。